# دارين ستايلز
دارين جيمس ميو (بالإنجليزية: Darren Styles)‏ (من مواليد 23 مايو 1975)، والمعروف باسم دارين ستايلز، هو منتج أغان إنجليزي مشهور (دي جاي)، ومغن وكاتب أغاني من كولشستر، إنجلترا. كان في الأصل عضوًا في مجموعة بريك-بيت هاردكور دي-جاي القوة والتطور، وقد جد ستايلز النجاح في التسعينيات بصفته نصف فرقة فورس & ستايلز. كان الثنائي رائدين في الهابي هاردكور وكتبوا العديد من الأغاني المعروفة مثل «هارت أوف غولد» و«بريتي غرين آيز» و«بارادايس & دريمز».
في أوائل العقد الأول من القرن الحادي والعشرين، أكثر دارين ستايلز من إنتاج أغاني الترانس بالتعاون مع مارك برادي تحت مسمى ستايلز آند برييز. أصدر الثنائي أغنيتين منفردتين «يو شاينينغ 2004» و«هارت بيتز 2005» اللتين وصلتا إلى قائمة أفضل 20 أغنية في المملكة المتحدة. وقد شاركا في جميع مجلدات سلسلة تجميع »كلوبلاند إكستريم هاردكور» الشهيرة. يمتلك دارين ستايلز أيضًا اسمًا مستعارًا مع ستون-بانك يسمى زيرو هيرو.
بشكل منفرد، أصدر ستايلز ألبومين استديويين، سكايديڤن 2008 الذي حظي بسجل بيع ذهبي وفييل ذا بريشر 2010. تعاون أيضًا بشكل متكرر مع العديد من الفنانين الآخرين مثل هيكسي وألترا بيت وإن-فورس.

## الحياة سابقة
ولد ستايلز في دور دارين جيمس ميو في كولشستر في إسيكس، إنجلترا. شجعه والده على تسجيل الموسيقى منذ كان في سن مبكرة، إذ كان والده محبًا لفن البلوز، وكان شغوفًا بالموسيقى. أمضى العديد من الليالي في محاولة إتقان العمل على لوحة المفاتيح وتطوير أسلوبه الخاص في موسيقى الرقص. في فبراير 1992 في كالكتون-أون-سي، حظي ستايلز بتجربته الأولى «العملية» لمشهد الهذيان تحت الأرض في «أوسكارز نايت كلوب» في كالكتون بّير. أدى هذا الحدث إلى زيادة رغبته في أن يكون جزءًا من مجتمع موسيقى الرقص.

## فورس & ستايلز
كانت تسجيلاته الأولى جزءًا من مجموعة بريك-بيت هاردكور، دي-جاي القوة والتطور (مع بول هوبز وجيمس برومفيلد وبول هيوز) التي صدرت في عام 1993. سجلت المجموعة أغنية هاردكور أخرى هي نايت-فورس وسجل كارس كوكس العديد من مقطوعاتهم. أنتجت المجموعة أيضًا مقطوعات باستخدام الاسم المستعار «إيه سينس أوف سامر» من أجل تسمية الهاردكور الأخرى يونيفيرسال ريكوردز المملوكة لصالح شركة سليبمات.
في عام 1995، أنشأ هو وبول هوبز العلامة التجارية الخاصة بهم يو-كاي دانس ريكوردز حتى يتمكنوا من إصدار مواد أكثر بسرعة والحصول على ترخيص فني كامل على سجلاتهم. بدأوا في الإنتاج باستخدام الاسم المستعار فورس & ستايلز، وأصدروا العديد من التسجيلات بحجم 12 بوصة على مقياس رقص يو-كاي وبحلول عام 1996، ازدادت شعبيتهم حتى أنهم كانوا يشغلون الأغاني كل عطلة نهاية أسبوع أعلى وأسفل المملكة المتحدة، بالإضافة إلى إقامة الجولات في أستراليا وأمريكا الشمالية وإيبيزا بشكل منتظم. شارك الاثنان أيضًا في مناسبات مختلفة بما في ذلك تلك التي أقامها سلامين فينيل وهيلتر سكيلتر ويونايتد دانس.